# Heroldo de Esperanto

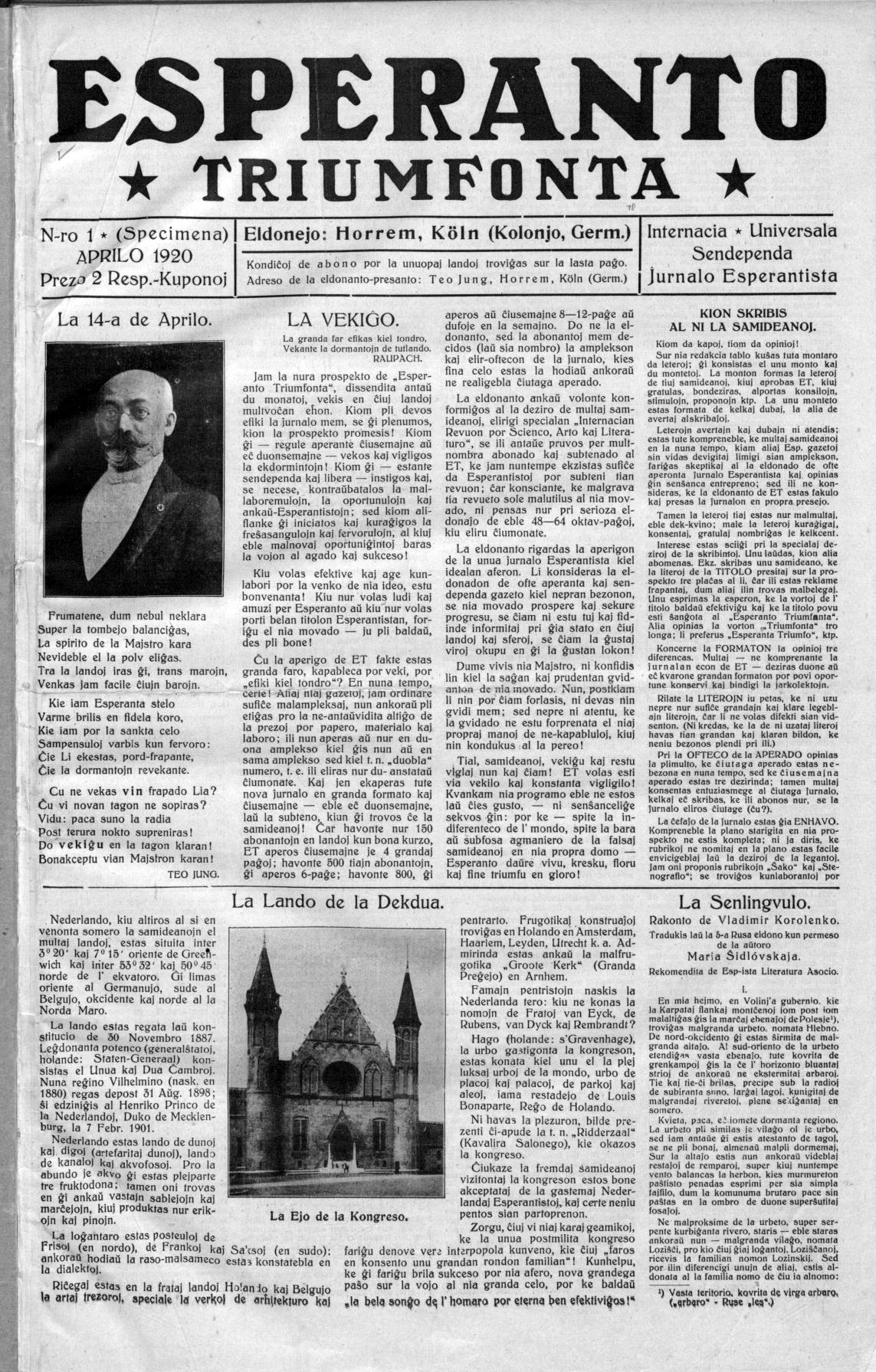
Il primo numero della rivista.

Heroldo de Esperanto è un periodico in esperanto fondato nel 1920.

## Storia
Teodor Jung fondò la rivista nell'aprile del 1920 a Colonia, in Germania, sotto il titolo Esperanto Triumfonta ("L'esperanto che trionferà").
Anche dopo la seconda guerra mondiale Teo Jung proseguì la redazione del giornale, sino al 1961, quando fu trasferita ad Ada Fighiera Sikorska. Alla sua morte (1996) la rivista è stata ceduta all'Itala Interlingvistika Centro, che l'ha passata alla casa editrice LF-koop, di cui il Centro detiene una parte sociale.
Nel maggio 2016 LF-koop ha annunciato la vendita della testata (ma non dei diritti del centinaio di libri pubblicati) a Fabricio Valle e Paulo Lima in Brasile. L'ultimo numero prodotto da LF-koop è il 17:2016, nel dicembre 2016. Valle ha pubblicato la rivista dall'aprile 2017. A luglio 2017 LF-koop ha annunciato il recupero della testata a partire da gennaio 2018, per inottemperanza del contratto di vendita rateale, rivendendola a gennaio 2018 al KCE - Centro Culturale Esperantista in Svizzera. Nel 2017 sono apparsi 6 numeri, e dal 2018 la rivista ha recuperato la sua cadenza mensile come organo del KCE.